# Daniel Dubroca

a Compétitions nationales et continentales officielles uniquement.

b Matchs officiels uniquement.
Daniel Dubroca, né le 25 avril 1954 à Aiguillon (Lot-et-Garonne), est un joueur et entraîneur français de rugby à XV, évoluant au poste de talonneur. Il cumule 33 sélections avec l'équipe de France de 1979 à 1988.
Il est sélectionneur du XV de France de 1990 à 1991 puis président du SU Agen de 2004 à 2007.

## Biographie
Il débuta à l'âge de vingt ans en équipe première d'Agen, comme pilier droit (particulièrement agile du fait de son poids), ainsi qu'en équipe de France comme remplaçant (titulaire de 7 sélections de 1979 à 1985), puis y succède à Philippe Dintrans au poste de talonneur (26 sélections de 1985 à 1988, une seule - initiale - à ce poste sans capitanat).
Le 1er mai 1980, il participe au premier match des Barbarians français contre l'Écosse à Agen. Les Baa-Baas l'emportent 26 à 22. Il joue également le deuxième match des Barbarians français, le 15 mai 1981, contre Crawshay's à Clermont-Ferrand. Les Baa-Baas l'emportent 34 à 4. Le 11 novembre 1982, il joue une troisième fois avec les Barbarians français contre l'Argentine à Dax. Les Baa-Baas s'inclinent 8 à 22.
Trois ans plus tard, le 22 octobre 1985, il joue de nouveau avec les Barbarians français contre le Japon à Cognac. Les Baa-Baas l'emportent 45 à 4.
Il a ensuite été le sélectionneur du XV de France à partir de la tournée de 1990 en Australie (aidé à ce poste par Serge Blanco à partir de 1990, puis par Jean Trillo en 1991), mais ne remporte aucun des deux Tournois des Cinq Nations, terminant 3e puis 2e.
Il doit se retirer après une altercation avec David Bishop, l'arbitre du quart de finale de coupe du monde contre l'Angleterre.
Pierre Berbizier lui succède en 1992.
Il exerce la profession d'arboriculteur, et est le gendre de Jean Panno, pilier international treiziste dans les années 1960, qui devint directeur technique de l'équipe de France au XIII à la fin des années 1980.
Il a écrit Le rugby de mon cœur, éd. Solar, en 1991.

## Carrière

### En club
- SU Agen

Il y a accompli toute sa carrière et en devint le président en juillet 2004, à l'âge de 50 ans.

### Enéquipe de France
- Daniel Dubroca a connu sa première sélection le 14 juillet 1979 contre les All Blacks.

## Statistiques

### Tournoi des Cinq Nations
| Édition           | Rang | Résultats France | Résultats Dubroca | Matchs Dubroca |
| ----------------- | ---- | ---------------- | ----------------- | -------------- |
| Cinq Nations 1982 | 4    | 1 v, 0 n, 3 d    | 0 v, 0 n, 2 d     | 2/4            |
| Cinq Nations 1984 | 2    | 3 v, 0 n, 1 d    | 2 v, 0 n, 1 d     | 3/4            |
| Cinq Nations 1986 | 1    | 3 v, 0 n, 1 d    | 3 v, 0 n, 1 d     | 4/4            |
| Cinq Nations 1987 | 1    | 4 v, 0 n, 0 d    | 4 v, 0 n, 0 d     | 4/4            |
| Cinq Nations 1988 | 1    | 3 v, 0 n, 1 d    | 3 v, 0 n, 1 d     | 4/4            |

Légende : v = victoire ; n = match nul ; d = défaite ; la ligne est en gras quand il y a Grand Chelem.

### Coupe du monde
| Édition                            | Rang      | Résultats France | Résultats Dubroca | Matchs Dubroca |
| ---------------------------------- | --------- | ---------------- | ----------------- | -------------- |
| Nouvelle-Zélande et Australie 1987 | Finaliste | 4 v, 1 n, 1 d    | 3 v, 1 n, 1 d     | 5/6            |

Légende : v = victoire ; n = match nul ; d = défaite.

## Palmarès

### En club
- Championnat de France de rugby à XV 1975-76, face à Béziers
- Championnat de France de rugby à XV 1981-82, capitaine face à Bayonne
- Championnat de France de rugby à XV 1987-88, capitaine face à Tarbes
- Finaliste du Championnat de France de rugby à XV 1983-84, face à Béziers
- Finaliste du Championnat de France de rugby à XV 1985-86, face à Toulouse
- Challenge Yves du Manoir en 1983
- Finaliste du challenge Yves du Manoir en 1975
- Finaliste de challenge Yves du Manoir en 1987
- Challenge Jules Cadenat en 1976

### Enéquipe de France
Daniel Dubroca compte 33 sélections en équipe de France, entre le 14 juillet 1979 à Auckland contre la Nouvelle-Zélande et le 19 mars 1988 à Cardiff contre le pays de Galles. Il inscrit deux essais pour un total de huit points.
Il occupe un rôle de capitaine à 25 reprises, entre 1985 et 1988.
Il participe à cinq éditions du Tournoi des cinq nations, en 1982 où la France termine quatrième, en 1984, deuxième, 1986, victoire ex æquo avec l'Écosse, 1987, où la France réussit le Grand Chelem et 1988, victoire ex æquo avec le pays de Galles.
Il participe à deux tournées en  Nouvelle-Zélande en 1979 et 1986, une en Afrique du Sud en 1980, trois en Argentine en 1985, 1986 et 1988, et une en Australie en 1986.

### Coupe du monde
- Vice-champion du monde 1987 en Nouvelle-Zélande : 5 sélections (Écosse, Zimbabwé, Fidji, Wallabies, All Blacks).